# Atletismo nos Jogos Olímpicos de Verão de 2024 - Salto triplo feminino
A prova do salto triplo feminino do atletismo nos Jogos Olímpicos de Verão de 2024 ocorreu em 2 e 3 de agosto de 2024 no Stade de France, em Paris. Um total de 31 atletas de 22 Comitês Olímpicos Nacionais (CON) participaram do evento.

## Qualificação
Cada Comitê Olímpico Nacional (CON) poderia inscrever no máximo três atletas qualificadas em cada evento individual. Para o salto triplo feminino, o período de qualificação foi entre 1 de julho de 2023 a 30 de junho de 2024.

## Formato
O salto triplo consiste de duas fases (classificação e final). Na classificação houve dois grupos distintos de saltadoras, com cada uma tendo direito a três saltos para aferir uma marca.
A distância padrão na fase eliminatória foi de 14,35 metros, sendo que todas que ultrapassaram essa marca avançaram para a final. Um mínimo de 12 atletas precisaria avançar para a final; se menos de 12 fizessem a marca de qualificação, seriam classificadas as atletas subsequentes (incluindo as empatadas após o uso das regras de desempate).
Na final, cada saltadora teve direito a três saltos iniciais; as oito primeiras saltadoras ao final da terceira rodada receberam três saltos adicionais para um total de seis, com o melhor a contar para o resultado final.

## Calendário
Horário local (UTC+2)
| Data                | Horário | Fase          |
| ------------------- | ------- | ------------- |
| 2 de agosto de 2024 | 18:15   | Classificação |
| 3 de agosto de 2024 | 20:20   | Final         |

## Medalhistas
| Ouro   | DMA Thea LaFond       |
| Prata  | JAM Shanieka Ricketts |
| Bronze | USA Jasmine Moore     |

## Recordes
Antes desta competição, os recordes mundiais e olímpicos da prova eram os seguintes:
| Tipo | Atleta        | Marca   | Local    | Data                |
| ---- | ------------- | ------- | -------- | ------------------- |
|      | Yulimar Rojas | 15,74 m | Belgrado | 20 de março de 2022 |
|      | Yulimar Rojas | 15,67 m | Tóquio   | 1 de agosto de 2021 |

## Resultados

### Classificação
Todas as atletas que alcançarem a marca de classificação de 14,35 m (Q) ou pelo menos as 12 melhores atletas (q) avançam à final.
| Pos. | Grupo | Atleta                | CON                | #1    | #2    | #3    | Marca   | Notas                |
| ---- | ----- | --------------------- | ------------------ | ----- | ----- | ----- | ------- | -------------------- |
| 1    | B     | Leyanis Pérez         | CUB Cuba           | x     | 14.29 | 14.68 | 14.68   | Q                    |
| 2    | B     | Shanieka Ricketts     | JAM Jamaica        | 14.47 | —     | —     | 14.47   | Q                    |
| 3    | A     | Jasmine Moore         | USA Estados Unidos | 14.43 | —     | —     | 14.43   | Q, =                 |
| 4    | A     | Liadagmis Povea       | CUB Cuba           | 14.39 | —     | —     | 14.39   | Q                    |
| 5    | B     | Ana Peleteiro         | ESP Espanha        | 14.36 | —     | —     | 14.36   | Q                    |
| 6    | B     | Dariya Derkach        | ITA Itália         | 14.19 | 14.35 | —     | 14.35   | Q,                   |
| 7    | A     | Thea LaFond           | DMA Dominica       | x     | 14.35 | —     | 14.35   | Q                    |
| 8    | A     | Maryna Bekh-Romanchuk | UKR Ucrânia        | 14.30 | x     | 14.09 | 14.30   | q                    |
| 9    | B     | Elena Andreea Taloș   | ROU Romênia        | x     | 14.23 | 14.21 | 14.23   | q                    |
| 10   | A     | Ackelia Smith         | JAM Jamaica        | 14.08 | 13.98 | 14.09 | 14.09   | q                    |
| 11   | B     | Keturah Orji          | USA Estados Unidos | 13.58 | x     | 14.09 | 14.09   | q                    |
| 12   | B     | Ilionis Guillaume     | FRA França         | 13.82 | 13.58 | 14.05 | 14.05   | q                    |
| 13   | A     | Diana Ana Maria Ion   | ROU Romênia        | x     | x     | 14.03 | 14.03   |                      |
| 14   | B     | Tori Franklin         | USA Estados Unidos | 13.84 | 14.02 | 13.82 | 14.02   |                      |
| 15   | B     | Charisma Taylor       | BAH Bahamas        | 14.01 | 13.98 | 13.71 | 14.01   |                      |
| 16   | A     | Tuğba Danışmaz        | TUR Turquia        | x     | 13.97 | 13.95 | 13.97   |                      |
| 17   | A     | Saly Sarr             | SEN Senegal        | x     | 13.96 | 11.72 | 13.96   |                      |
| 18   | A     | Neja Filipič          | SLO Eslovênia      | 13.75 | 13.78 | 13.85 | 13.85   |                      |
| 19   | A     | Maja Åskag            | SWE Suécia         | 13.79 | 13.63 | x     | 13.79   |                      |
| 20   | B     | Kimberley Williams    | JAM Jamaica        | 13.77 | 13.09 | 13.76 | 13.77   |                      |
| 21   | A     | Gabriela Petrova      | BUL Bulgária       | 13.77 | x     | 13.67 | 13.77   |                      |
| 22   | B     | Rūta Kate Lasmane     | LAT Letônia        | 13.76 | 11.43 | 13.54 | 13.76   |                      |
| 23   | B     | Sharifa Davronova     | UZB Uzbequistão    | 13.74 | x     | 13.55 | 13.74   |                      |
| 24   | B     | Zeng Rui              | CHN China          | 13.03 | 13.69 | 13.36 | 13.69   |                      |
| 25   | A     | Dovilė Kilty          | LTU Lituânia       | 13.63 | 13.51 | 13.64 | 13.64   |                      |
| 26   | A     | Ottavia Cestonaro     | ITA Itália         | 13.63 | x     | 13.48 | 13.63   | Recorde da temporada |
| 27   | A     | Gabriele dos Santos   | BRA Brasil         | x     | 13.63 | 13.48 | 13.63   |                      |
| 28   | B     | Mariko Morimoto       | JPN Japão          | x     | 13.40 | 13.19 | 13.40   |                      |
| 29   | B     | Olha Korsun           | UKR Ucrânia        | 13.06 | x     | x     | 13.06   |                      |
| 30   | B     | Diana Zagainova       | LTU Lituânia       | x     | x     | 12.86 | 12.86   |                      |
|      | A     | Senni Salminen        | FIN Finlândia      |       |       |       | 00.00 ! | DNS                  |

### Final
As atletas que alcançarem as melhores marcas após seis tentativas conquistam as medalhas.
| Pos.              | Atleta                | CON                | #1    | #2    | #3    | #4          | #5          | #6          | Marca | Notas                |
| ----------------- | --------------------- | ------------------ | ----- | ----- | ----- | ----------- | ----------- | ----------- | ----- | -------------------- |
| Medalha de ouro   | Thea LaFond           | DMA Dominica       | 14.32 | 15.02 | 14.46 | 14.12       | 14.43       | —           | 15.02 | Recorde nacional     |
| Medalha de prata  | Shanieka Ricketts     | JAM Jamaica        | 14.61 | 14.87 | x     | x           | x           | 14.73       | 14.87 | Recorde da temporada |
| Medalha de bronze | Jasmine Moore         | USA Estados Unidos | x     | 14.67 | x     | 14.16       | x           | x           | 14.67 | Recorde da temporada |
| 4                 | Liadagmis Povea       | CUB Cuba           | 14.28 | x     | 14.39 | 14.25       | 14.64       | 14.56       | 14.64 |                      |
| 5                 | Leyanis Pérez         | CUB Cuba           | 14.62 | 14.12 | 14.50 | 14.37       | 14.42       | x           | 14.62 |                      |
| 6                 | Ana Peleteiro         | ESP Espanha        | 14.55 | 13.73 | 14.52 | 14.59       | 14.26       | 14.31       | 14.59 |                      |
| 7                 | Ackelia Smith         | JAM Jamaica        | 13.88 | x     | 14.15 | 13.86       | 13.91       | 14.42       | 14.42 |                      |
| 8                 | Dariya Derkach        | ITA Itália         | 14.14 | 14.08 | 13.79 | x           | x           | 13.79       | 14.14 |                      |
| 9                 | Keturah Orji          | USA Estados Unidos | 13.97 | x     | 14.05 | Não avançou | Não avançou | Não avançou | 14.05 |                      |
| 10                | Elena Andreea Taloș   | ROU Romênia        | x     | x     | 14.03 | Não avançou | Não avançou | Não avançou | 14.03 |                      |
| 11                | Maryna Bekh-Romanchuk | UKR Ucrânia        | x     | x     | 13.98 | Não avançou | Não avançou | Não avançou | 13.98 |                      |
| 12                | Ilionis Guillaume     | FRA França         | x     | 13.78 | x     | Não avançou | Não avançou | Não avançou | 13.78 |                      |

Legenda
| Recorde mundial      | Recorde mundial (World record)               |                       | Recorde africano                      | Recorde africano (African) |                                           | Q | Classificado por posição (Qualified) |
| Recorde olímpico     | Recorde olímpico (Olympic record)            | Recorde da América    | Recorde da América (Americas)         | q                          | Classificado por melhor tempo (Qualified) |   |                                      |
| Melhor marca do ano  | Melhor marca do ano (World leading)          | Recorde asiático      | Recorde asiático (Asian)              | DNS                        | Não largou (Did not start)                |   |                                      |
| Recorde nacional     | Recorde nacional (National record)           | Recorde europeu       | Recorde europeu (European)            | DNF                        | Não terminou (Did not finish)             |   |                                      |
| Recorde pessoal      | Recorde pessoal do atleta (Personal best)    | Recorde da Oceania    | Recorde da Oceania (Oceania)          | DSQ / DQ                   | Desclassificado (Disqualified)            |   |                                      |
| Recorde da temporada | Recorde da temporada do atleta (Season best) | Recorde sul-americano | Recorde sul-americano (South America) | NM                         | Sem marca (No mark)                       |   |                                      |